# Tervajärvi (Övertorneå socken, Norrbotten)
Tervajärvi är en sjö i Övertorneå kommun i Norrbotten och ingår i Torneälvens huvudavrinningsområde.